# Coscinida proboscidea
Coscinida proboscidea är en spindelart som beskrevs av Simon 1899. Coscinida proboscidea ingår i släktet Coscinida och familjen klotspindlar. Inga underarter finns listade i Catalogue of Life.